# Le Thor
Le Thor (okzitanisch Lo Tòr) ist eine französische Gemeinde mit 8887 Einwohnern (Stand 1. Januar 2022) im Département Vaucluse in der Region Provence-Alpes-Côte d’Azur. Sie gehört zum Kanton L’Isle-sur-la-Sorgue im Arrondissement Avignon.

## Geographie
Le Thor liegt in der Nähe des Flusses Sorgue im Westen des Départements, fünf Kilometer westlich von L’Isle-sur-la-Sorgue und etwa 20 Kilometer östlich von Avignon.

## Bevölkerungsentwicklung
| Jahr          | 1962 | 1968 | 1975 | 1982 | 1990 | 1999 | 2008 | 2017 |
| ------------- | ---- | ---- | ---- | ---- | ---- | ---- | ---- | ---- |
| Einwohner     | 3186 | 3470 | 4003 | 5023 | 5941 | 6619 | 7916 | 9071 |
| Quelle: INSEE |      |      |      |      |      |      |      |      |

## Sehenswürdigkeiten
In der Nähe der Sorgue gibt es noch einige Überreste der Stadtmauern, zusätzlich zu dem Stadttor, das 1847 umgestaltet wurde, um einen prachtvollen Campanile mitsamt Uhr zu tragen. Das mittelalterliche Schloss, in dem das Rathaus untergebracht war, wurde zunächst 1723 und dann im 19. Jahrhundert umfassend restauriert. In einem Garten kann man die Statuen von Corneille und Molière sehen, die von Louis und Joseph Brian stammen und ursprünglich zur Aufstellung vor der Oper von Avignon bestimmt waren.

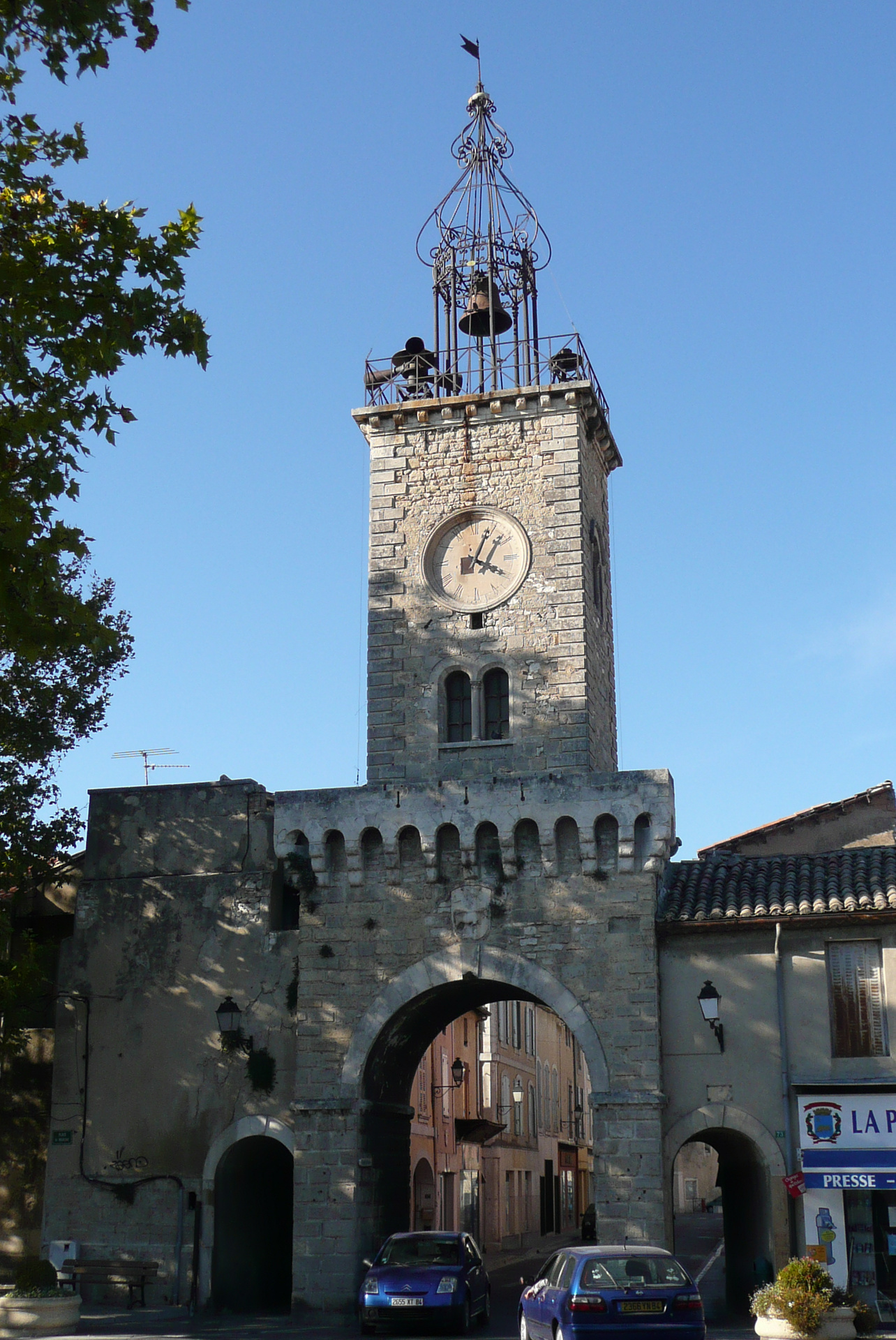
Stadttor
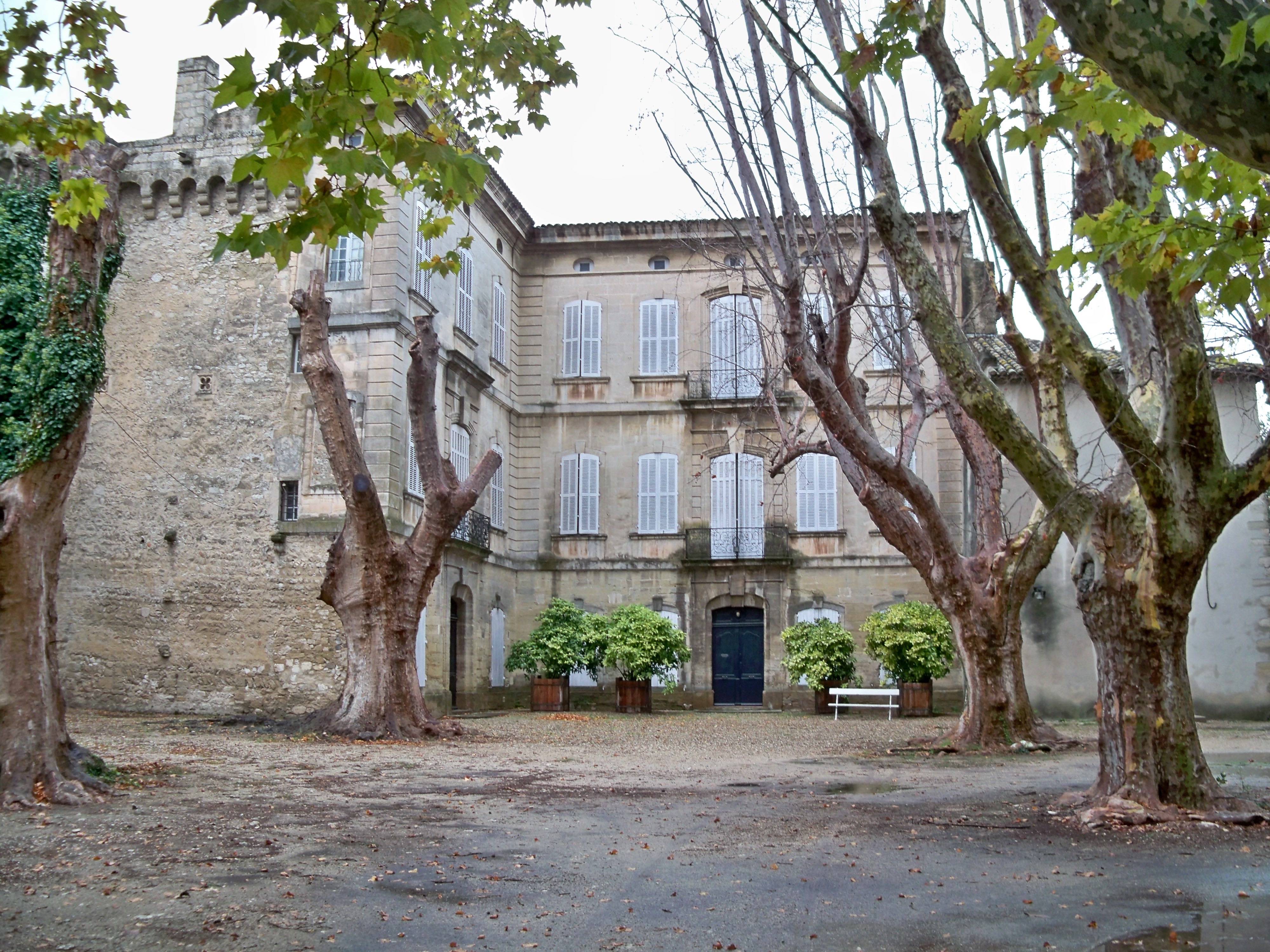
Schloss Le Thor
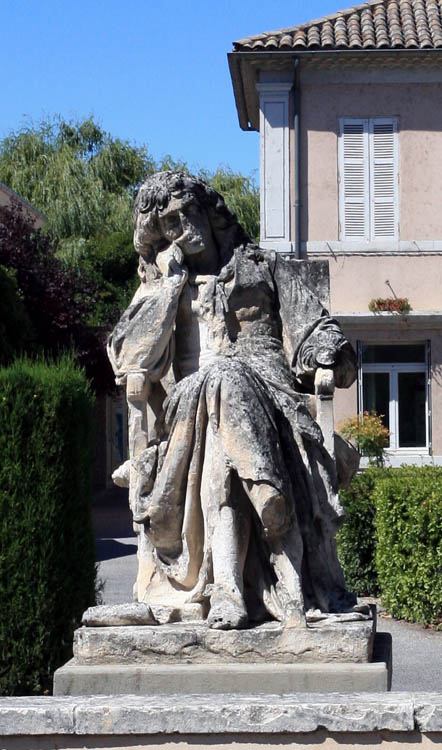
Statue von Molière

### Kirche

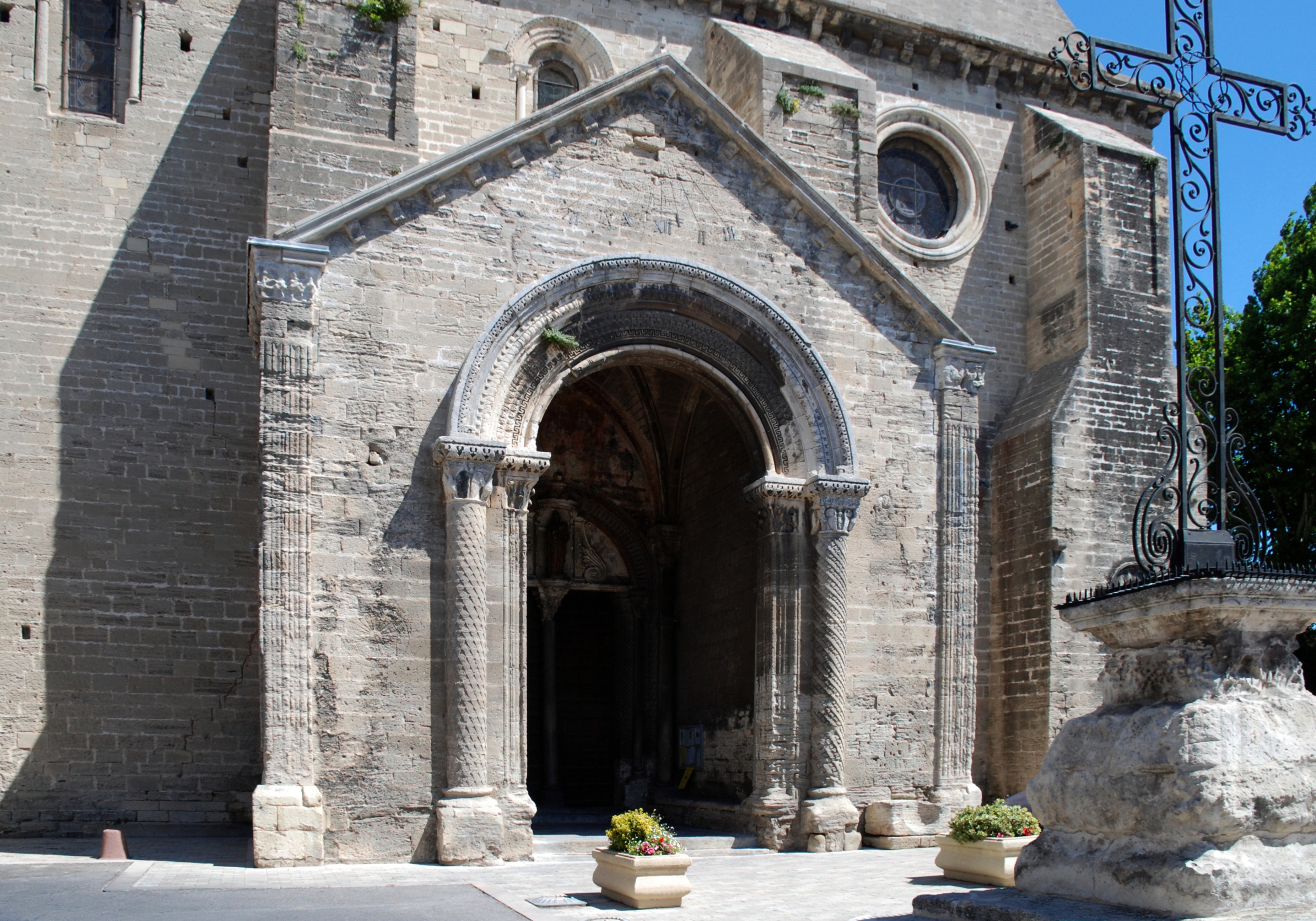
Eingang zur Kirche

Die am Ufer der Sorgue stehende Kirche Notre-Dame-du-Lac wurde Ende des 12. Jahrhunderts erbaut und ist sehr einheitlich geblieben. Von ihrem Grundriss her mit der Kathedrale von Cavaillon verwandt, zeugt sie von den Fortschritten romanischer Bautechniken, die sich in der Anwendung eines Kreuzrippengewölbes zeigen. Auch zeichnet sie sich durch den Reichtum ihrer Ausschmückung aus. Ein Tetramorph schmückt die achteckige Trompenkuppel des Chors und die Marmorsäulen der Apsis tragen mit Akanthusblättern, Adlern und Engeln verzierte Kapitelle. Das West- und Südportal unter einer Vorhalle zeigen eine Fülle antikisierender Ornamente.

### Hügel von Thouzon
Befestigtes Kloster
Westlich des Dorfes Thouzon (nördlich von Le Thor) führt eine kleine Straße zu einem kleinen Hügel, der mit Buschland bedeckt ist und von den weißen Ruinen der Klostergebäude dominiert wird. Im 11. Jahrhundert existierte hier ein Priorat, das bald in den Rang eines Klosters erhoben wurde. Es wurde im 16. Jahrhundert befestigt, um es vor Plünderern zu schützen, und ein Jahrhundert später aufgegeben. Die romanische Kirche Saint-Marie, die Wehrtürme und die kleine Kapelle Saint-Pierre im Norden sind erhalten geblieben und werden von Ehrenamtlichen restauriert.

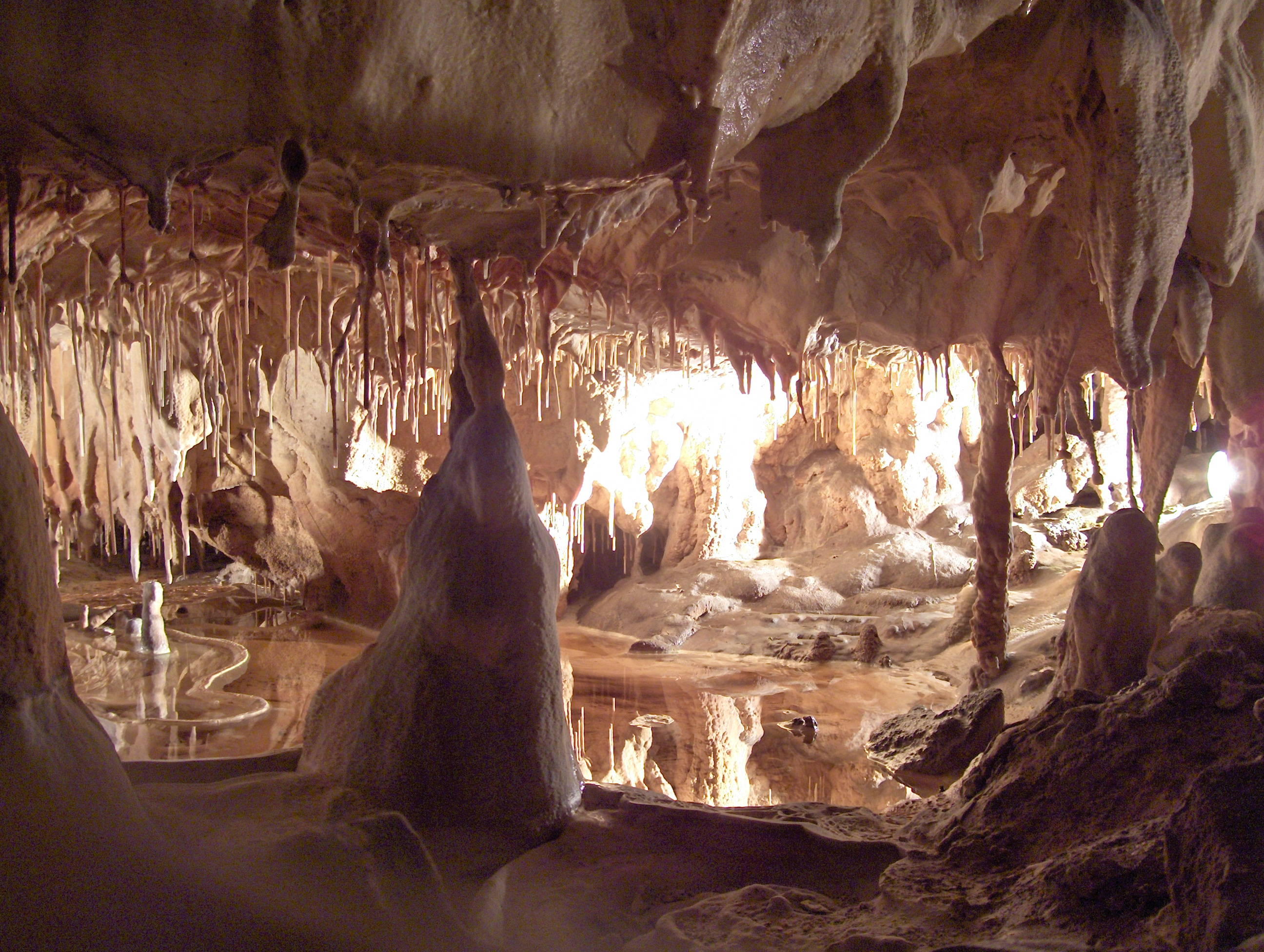
Tropfsteinhöhle
Im Inneren des Hügels, der von einem Kalksteinmassiv aus der Kreidezeit zeugt, befindet sich das versteinerte Bett eines alten unterirdischen Flusses. Die vom Fluss ausgehöhlte Grotte mit fistelförmigen Stalaktiten wurde 1902 zufällig von Steinbrucharbeitern entdeckt. Sie ähnelt einer Galerie und ist 230 Meter lang.

## Städtepartnerschaft
Le Thor pflegt eine Partnerschaft zur elsässischen Stadt Altkirch.

## Persönlichkeiten
- Pierre Julian (1896–1957), Okzitanist und Dichter